# Opogona sogaella
Opogona sogaella is een vlinder uit de familie echte motten (Tineidae). De wetenschappelijke naam van deze soort is voor het eerst geldig gepubliceerd in 1985 door Viette.
De soort komt voor in tropisch Afrika.